# Aeroportul Internațional St. Petersburg–Clearwater
Aeroportul Internațional St. Petersburg–Clearwater (IATA: PIE, ICAO: KPIE, FAA LID: PIE) este un aeroport din Comitatul Pinellas, Florida, Florida, Statele Unite ale Americii ce deservește zona Saint Petersburg. Aeroportul a fost tranzitat în 2023 de 2.494.952 de pasageri. A fost numit după zona deservită.
Situat la o altitudine de 3 m, aeroportul dispune de 2 piste.

## Infrastructură

### Piste
Aeroportul dispune de 2 piste. Pista 04/22 are suprafața de asfalt și dimensiunile 5.903 picioare × 150 picioare. Pista 18/36 are suprafața de asfalt și dimensiunile 9.730 picioare × 150 picioare. 